# Ron Delany
Ronald Michael Delany (6. března 1935 Arklow, Hrabství Wicklow) je bývalý irský atlet, běžec na střední tratě, olympijský vítěz v běhu na 1500 metrů z roku 1956.

## Sportovní začátky
Na evropském šampionátu ve švýcarském Bernu v roce 1954 zaběhl v rozběhu na 800 metrů dobrý čas 1:51,8, ale ve finále skončil časem 2:03,5 na posledním, 8. místě. Přesto však mistrovství Evropy v Bernu znamenalo přelom v jeho životě. Seznámil se tady s americkým mílařem Fredem Dwyerem, který mu pomohl zařídit stipendium na Villanova University v americké Philadelphii. Delany tu začal studovat ekonomii, a přestože stipendium nebylo nikterak vysoké (Delany si musel přivydělávat jako číšník, zedník nebo noční vrátný), dostal se díky zámořskému studiu do rukou kvalitních trenérů, především "Jumbo" Elliotta, pod kterým vyrostlo už několik amerických olympijských vítězů.
Už o dva roky později jako sedmý atlet v historii zaběhl 1 míli pod 4 minuty (3:59,0 v kalifornském Comptonu 1.6.1956) - po britském mílaři Rogeru Bannisterovi a Australanu Johnu Landym (oba prolomili čtyřminutovou hranici již v roce 1954) a Maďaru László Táborimu, Britech Christopheru Chatawayovi a Brianu Hewsonovi, kteří se pod čtyřminutovou hranici dostali v roce 1955, a dalším Australanovi, Jamesi Baileyovi, který tuto bariéru překonal v roce 1956. Za další dva týdny se poprvé stal univerzitním mistrem USA v běhu na 1500 metrů. Následovala řada vítězství na závodech v USA - Delanyho obzvláště oblíbeným a úspěšným kolbištěm byly především americké haly, kde dosáhl desítek vítězství.

## Olympijský vítěz
Na Letních olympijských hrách v Melbourne v roce 1956 nečekaně zvítězil v běhu na 1500 metrů v novém olympijském rekordu 3:41,2. Na ME v atletice 1958 ve Stockholmu skončil ve stejné disciplíně časem 3:42,3 na třetím místě. Po sezóně 1959, plné zdravotních problémů, reprezentoval také na olympijských hrách v Římě v roce 1960, kde ovšem v běhu na 1500 metrů svou zlatou medaili z Melbourne už neobhajoval - startoval pouze v běhu na v běhu na 800 metrů a časem 1:51,1(1:51,42) skončil ve svém čtvrtfinále šestý, poslední a vypadl. O rok později vybojoval na světové letní univerziádě v Sofii zlatou medaili v běhu na 800 metrů (1:51,1).
Ron Delany nikdy nepřekonal žádný světový rekord na otevřené dráze, třikrát však vytvořil (tehdy ještě neoficiální) světový rekord v běhu na 1 míli v hale. Poprvé se mu to podařilo 14.3.1958 v Chicagu, kde na 146 metrů dlouhém halovém oválu dosáhl času 4:03,4. Toto světové maximum vylepšil na halovém mistrovství USA (AAU) 21.2.1959 v New Yorku (4:02,5) a v newyorské Madison Square Garden, na oválu měřícím rovněž 146 metrů, překonal 7.3.1959 na mítinku Knights of Columbus rekord potřetí - časem 4:01,4. V amerických halách závodil Delany v letech 1955-1959 velmi často, například v roce 1959 mu v běhu na 1 míli patřilo sedm z deseti nejrychlejších světových halových časů sezóny na 1 míli. Halovým mistrem USA se v této disciplíně stal celkem čtyřikrát, v letech 1956 (4:14,5), 1957 (4:07,5), 1958 (4:03,7) a 1959 (4:02,5).

## Osobní rekordy Rona Delanyho na otevřené dráze
- 800 metrů 1:47,1+ (Dublin 17.7.1961, mezičas v běhu na 880 yardů)
- 880 yardů 1:47,8 (Austin 15.6.1957)
- 1500 metrů 3:41,2 (Melbourne 1.12.1956, elektronicky 3:41,49)
- 1 míle 3:57,5 (Dublin 6.8.1958)

## Osobní rekordy Rona Delanyho v hale
- 880 yardů 1:52,2y (New York 14.2.1959)
- 1000 yardů 2:10,1 (New York 5.3.1955)
- 1500 metrů 3:51,0+ (New York 9.2.1957, mezičas v běhu na 1 míli, 4:06,7)
- 1 míle 4:01,4 (New York 7.3.1959)
- 2 míle 9:06,6 (New York 2.3.1957)

## Ron Delany v atletických tabulkách své doby

### dlouhodobé světové tabulky v běhu na 1500 m mužů k 31.12.1956
3:40,8 Sándor Iharos (Maďarsko), 1930, 1, Helsinky 28.7.1955
3:40,8 László Tábori (Maďarsko), 1931, Oslo 6.9.1955
3:40,8 Gunnar Nielsen (Dánsko), 1928, Oslo 6.9.1955
3:40,5 István Rózsavölgyi (Maďarsko), 1929, 1, Tata 3.8.1956
3:41,2 Ingvar Ericsson (Švédsko), 1927, 1, Budapest 29.9.1956
3:41,2 Ron Delany (Irsko), 1935, 1, Melbourne 1.12.1956
3:41,3 Dan Waern (Švédsko), 1933, 2, Göteborg 30.9.1956
3:41,8+ John Landy (Austrálie), 1930, Turku 21.6.1955 (mezičas v běhu na 1 míli)
3:41,8 Siegfried Herrmann (NDR), 1932, 1, Erfurt 30.7.1956
3:42,0 Olavi Salsola (Finsko), 1933, 1, Gävle 23.7.1956
3:42,0 Klaus Richtzenhain (NDR), 1934, 2, Melbourne 1.12.1956

### dlouhodobé světové tabulky v běhu na 1 míli mužů k 31.12.1956
3:57,9 John Landy (Austrálie), 1930, 1, Turku 21.6.1954
3:58,6 James Bailey (Austrálie), 1929, 1, Los Angeles, 5.5.1956
3:58,8 Roger Bannister Velká Británie), 1, 1929, Vancouver 7.8.1954
3:59,0 László Tábori (Maďarsko), 1931, Londýn 28.5.1955
3:59,0 Ron Delany (Irsko), 1935, 1, Compton 1.6.1956
3:59,0 István Rózsavölgyi (Maďarsko), 1929, 1, Budapešť 26.8.1956
3:59,1 Gunnar Nielsen (Dánsko), 1928, 2, Compton 1.6.1956
3:59,4 Derek Ibbotson (Velká Británie), 1928, 1, Londýn 6.8.1956
3:59,8 Christopher Chataway (Velká Británie), 1931, Londýn 28.5.1955
3:59,8 Brian Hewson (Velká Británie), 1931, Londýn 28.5.1955